# کالمان هازائی
کالمان هازائی (مجاری: Kálmán Hazai; ۱۷ ژوئیهٔ ۱۹۱۳ – ۲۱ دسامبر ۱۹۹۶) بازیکن واترپلو اهل مجارستان بود.